# Eclipse 500
Eclipse 500 — лёгкий реактивный пассажирский самолёт. Разработан американской компанией Eclipse Aviation. Самолёт выполнен целиком из дюралюминия. Прямые эксплуатационные расходы как заявляет фирма — на уровне 43 центов на километр дальности. Стоимость нового самолёта около USD 1 500 000.
До банкротства в 2009 году Eclipse Aviation поставила заказчикам 260 данных самолётов. Сменив владельцев и имя на Eclipse Aerospace, производитель сейчас пытается возобновить производство этого самолёта в улучшенной модификации Total Eclipse.

## Тактико-технические характеристики
- длина 10,06 м,
- размах крыльев 10,97 м и
- высота 3,35 м
- длина салона: 3.76 м
- ширина салона: 1.42 м
- высота салона: 1.27 м
- количество пассажиров: до 4
- имеет максимальный взлетный вес 2132 кг (вес пустого — 1225 кг).
- Масса топлива 699
- Длина разбега на уровне моря — 657 м,
- пробега — 622 м.
- Крейсерская скорость — 694 км/ч,
- марка двигателей: 2 Pratt & Whitney Canada PW610F
- дальность с 4 пассажирами и 45-минутным аварийным запасом топлива — 2584 км.